# جيمس بانتيميس
جيمس بانتميس (بالإنجليزية: James Pantemis) هو لاعب كرة قدم كندي محترف من مواليد 21 فبراير 1997 يلعب كحارس مرمى في الدوري الأمريكي لنادي مونتريال والمنتخب الكندي.

## الملاحظات
1. ↑  Montreal Impact changed its name to CF Montréal in 2021

## روابط خارجية
- كندا الملف الشخصي لكرة القدم
- جيمس بانتيميس  على سكروي